# Бреретон, Дэн
Дэниел Алан Бреретон (англ. Daniel Alan Brereton; род. 22 ноября 1965) — американский автор комиксов.

## Биография
Дэн Бреретон учился в Калифорнийском колледже искусств и в Университете Академи оф Арт.
Первой работой в комиксах у него был «Lost Causes Chapter 1» из Merchants of Death #1 (июль 1988), который был издан Eclipse Comics. После он работал над такими комиксами, как Black Terror, Batman: Thrillkiller, Superman and Batman: Legends of the World’s Finest, JLA: Seven Caskets и Nocturnals.

## Награды и номинации
В 1990 году Бреретон выиграл премию Айснера в категории «Russ Manning Most Promising Newcomer». В следующем году он был номинирован на ту же премию в категории «Best Artist». В 1996 и 1997 годах он был номинантом премии Айснера в категории «Best Painter».